# 奥尔洛夫卡河 (波罗奈河支流)
奥尔洛夫卡河（俄語：Река Орловка），或名气屯川（日语：／），是萨哈林州斯米尔内赫区的河流，长83公里，流域面积511平方公里，自西向东流，在距河口134公里处注入波罗奈河。

## 引用
1. ↑  . .   [2024-07-09]. （原始内容存档于2024-07-09） （日语）.
2. ↑  М·Г·瓦西科夫斯基. . 列宁格勒: 气象出版社. 1973 （俄语）.
3. ↑  . 国家水登记处.   [2024-01-03]. （原始内容存档于2024-01-03） （俄语）.